# 5235 Jean-Loup
Az 5235 Jean-Loup (ideiglenes jelöléssel 1990 SA1) a Naprendszer kisbolygóövében található aszteroida. Henry Holt fedezte fel 1990. szeptember 16-án.